# Peter Hensen
Peter Hensen (* 25. März 1888 in Aachen; † 11. Mai 1958) war ein deutscher Zeitungsverleger, Kreis- und Landtagsabgeordneter der CDU und des Zentrum.

## Leben und Beruf
Nach dem Besuch der Volksschule und des Realgymnasiums absolvierte er eine kaufmännische Ausbildung und zog 1918 nach Godesberg. Er war von 1918 bis 1933 Schriftenleiter und Verleger der Godesberger Volkszeitung.

## Politischer Werdegang
Bis 1933 war er Vorsitzender des Godesberger Windthorstbundes und war bis 1926 Vorsitzender der Zentrums-Fraktion in Bad Godesberg, legte aber, nachdem er in den Kreistag Bonn-Land gewählt wurde, sein Amt als Vorsitzender des Zentrums nieder. Den Vorsitz des Godesberger Windthorstbundes behielt er jedoch bis zu dessen Auflösung bei. Seine Nachfolger als Vorsitzender im Zentrum wurden 1927–28 Beigeordneter Forsbach und von 1929 an sein Parteifreund Joseph Roth (1896–1945). Dem Preußischen Landtag gehörte Hensen von 1928 bis 1933 an. 1945 gehörte er zu den Mitbegründern der CDU in Berlin und Bad Godesberg. Vom 20. April 1947 bis 17. Juni 1950 war Hensen Mitglied des Landtags des Landes Nordrhein-Westfalen. Er wurde im Wahlkreis 009 Euskirchen direkt gewählt. Am 31. Dezember 1949, als Mitglied des Landtages NRW, schrieb er an die Stadtverwaltung Bad Godesberg:
Sehr geehrter Herr Stadtdirektor! Ein Freundeskreis um den an den Folgen des Konzentrationslagers Buchenwald verstorbenen Volksschullehrers Joseph Roth, Bad Godesberg-Friesdorf, Annabergerstr. 74 beabsichtigt das Andenken des ehemaligen Vorsitzenden der Zentrumspartei dadurch zu ehren, dass in einer Schrift sein Leben und sein Sterben als Zeichen der damaligen Zeit dargestellt wird...

## Ehrungen
Die Peter-Hensen-Straße in Friesdorf ist nach ihm benannt.